# Học viện Báo chí và Tuyên truyền
Học viện Báo chí và Tuyên truyền (Academy of Journalism and Communication, AJC) là một học viện thuộc nhóm Đại học, Học viện trọng điểm Quốc gia của Việt Nam, được quản lý trực tiếp bởi Học viện Chính trị Quốc Gia Hồ Chí Minh – một đơn vị trực thuộc Ban Chấp hành Trung ương Đảng Cộng sản Việt Nam, nằm trên địa bàn thành phố Hà Nội.

## Lịch sử
Học viện Báo chí và Tuyên truyền được thành lập ngày 16/1/1962, theo Nghị quyết số 36 NQ/TW của Ban Bí thư Trung ương Đảng Cộng sản Việt Nam khoá III, trên cơ sở hợp nhất 3 trường: trường Nguyễn Ái Quốc phân hiệu II, trường Tuyên huấn và trường Đại học Nhân dân. Trường tọa lạc trên khu vực vốn là lỵ sở phủ Hoài Đức.
Năm 1990, Chủ tịch Hội đồng Bộ trưởng (tên gọi chức danh Thủ tướng Chính phủ lúc trước) đã ra quyết định số 406-HĐBT ngày 20/11/1990 công nhận Trường là trường đại học, kể từ đây Trường vừa là một trường Đảng trực thuộc Ban Bí thư Trung ương, đồng thời là trường đại học trong hệ thống giáo dục Việt Nam.
Năm 1993, theo quyết định số 61 QĐ/TW ngày 10/03/1993 của Bộ Chính trị Ban Chấp hành Trung ương Đảng Cộng sản Việt Nam, Trường trở thành Học viện trực thuộc cơ quan chủ quản là Học viện Chính trị Quốc gia Hồ Chí Minh.

## Tên gọi qua các thời kỳ
Trong suốt quãng thời gian hoạt động, Học viện Báo chí và Tuyên truyền đã nhiều lần thay đổi tên gọi như:
- Trường Tuyên giáo Trung ương (1962 – 1969);
- Trường Tuyên huấn Trung ương (1970 – 1983);
- Trường Tuyên huấn Trung ương I hợp nhất với trường Nguyễn Ái Quốc V (1984 – 1990);
- Trường Đại học Tuyên giáo (1990 – 1993);
- Phân viện Báo chí và Tuyên truyền (1993 – 2005);
- Học viện Báo chí và Tuyên truyền (2005 đến nay) trực thuộc Học viện Chính trị Quốc gia Hồ Chí Minh

## Nhân sự
Hiện nay, Học viện có 413 cán bộ, viên chức, người lao động, trong đó 242 cán bộ là giảng viên. Đội ngũ cán bộ giảng dạy có 01 giáo sư, 40 phó giáo sư, 82 tiến sĩ, 226 thạc sĩ, 42 cử nhân, 22 khác. Ngoài ra, Nhà trường cũng mời nhiều giáo sư, phó giáo sư, tiến sĩ, các chuyên gia đầu ngành về lý luận chính trị và báo chí, truyền thông tham gia giảng dạy, hướng dẫn viết luận án và luận văn, tham gia Hội đồng chấm luận án tiến sĩ, luận văn cao học.

## Lãnh đạo Học viện
- Giám đốc: PGS, TS Phạm Minh Sơn
- Phó Giám đốc: PGS, TS Nguyễn Thị Trường Giang
- Phó Giám đốc: PGS, TS Lưu Văn Quảng
- Phó Giám đốc: TS Nguyễn Đức Toàn

## Các khoa, chuyên ngành đào tạo
| STT | Khoa                                    | Chuyên ngành đào tạo |
| --- | --------------------------------------- | --- |
| 1   | Triết học                               | Triết học Mác - Lênin |
| 2   | Kinh tế chính trị                       | - Quản lý kinh tế - Kinh tế chính trị Mác - Lênin - Kinh tế và Quản lý                                                              |
| 3   | Chủ nghĩa xã hội khoa học               | - Chủ nghĩa xã hội khoa học - Giáo dục lý luận chính trị                                                                            |
| 4   | Lịch sử Đảng                            | Lịch sử Đảng Cộng sản Việt Nam |
| 5   | Xây dựng Đảng                           | Xây dựng Đảng và Chính quyền Nhà Nước                                                                                               |
| 6   | Chính trị học                           | - Chính trị phát triển - Chính sách công - Quản lý Hành chính công                                                                  |
| 7   | Tuyên truyền                            | - Quản lý hoạt động tư tưởng - văn hóa - Văn hóa phát triển - Truyền thông chính sách                                               |
| 8   | Viện Báo chí                            | - Báo in - Ảnh báo chí - Truyền thông đại chúng - Truyền thông đa phương tiện                                                       |
| 9   | Quan hệ công chúng - Quảng cáo          | - Quan hệ công chúng - Quảng cáo - Truyền thông Marketing                                                                           |
| 10  | Phát thanh - Truyền hình                | - Báo truyền hình - Báo phát thanh - Báo mạng điện tử - Quay phim truyền hình                                                       |
| 11  | Quan hệ Quốc tế                         | - Quan hệ chính trị và truyền thông quốc tế - Thông tin đối ngoại - Truyền thông quốc tế - Quan hệ quốc tế và truyền thông toàn cầu |
| 12  | Xuất bản                                | Biên tập xuất bản Xuất bản điện tử                                                                                                  |
| 13  | Xã hội học và phát triển                | - Xã hội học - Công tác xã hội |
| 14  | Nhà nước và Pháp luật                   | - Quản lý xã hội - Khoa học quản lý nhà nước                                                                                        |
| 15  | Tư tưởng Hồ Chí Minh                    | Tư tưởng Hồ Chí Minh |
| 16  | Ngoại ngữ                               | Biên dịch Ngôn ngữ Anh |
| 17  | Giáo dục đại cương và nghiệp vụ sư phạm | <Không đào tạo chuyên ngành> |

## Các đơn vị chức năng
| STT | Đơn vị chức năng                                   | Lãnh đạo đơn vị                                  |
| --- | -------------------------------------------------- | ------------------------------------------------ |
| 1   | Văn phòng                                          | ThS Vũ Quốc Cường, Phó Chánh Văn phòng phụ trách |
| 2   | Ban Tổ chức cán bộ                                 | PGS, TS Hà Huy Phượng, Trưởng ban                |
| 3   | Ban Quản lý đào tạo                                | PGS, TS Trần Thanh Giang, Trưởng ban             |
| 4   | Ban Quản lý khoa học                               | TS Nguyễn Thúy Hà, Phó Trưởng ban                |
| 5   | Ban Hợp tác quốc tế                                | TS Vũ Thanh Vân, Trưởng ban                      |
| 6   | Ban Kế hoạch - Tài chính                           | Trần Xuân Ban, Trưởng ban                        |
| 7   | Ban Thanh tra                                      | TS Nguyễn Thị Hải Yến, Trưởng ban                |
| 8   | Phòng Quản trị và Quản lý kí túc xá                | TS Nguyễn Thị Hồng Mến, Trưởng phòng             |
| 9   | Phòng Công tác chính trị và Hỗ trợ sinh viên       | TS. Nguyễn Thị Thu Hường, Trưởng phòng           |
| 10  | Trung tâm Khảo thí và Kiểm định chất lượng đào tạo | PGS, TS. Nguyễn Thị Ngọc Hoa, Giám đốc           |
| 11  | Trung tâm Thông tin khoa học                       | TS Nguyễn Thanh Thảo, Giám đốc                   |
| 12  | Tạp chí Lý luận chính trị và Truyền thông          | PGS,TS Nguyễn Thị Trường Giang, Tổng Biên tập    |

## Cơ sở vật chất

Khuôn viên rộng với nhiều cây xanh

Học viện Báo chí và Tuyên truyền có tổng diện tích 57.310 m2 trên địa bàn phường Dịch Vọng Hậu, quận Cầu Giấy, thủ đô Hà Nội, nước Việt Nam trụ sở của trường bao gồm các khu nhà làm việc, nhà học tập, khu tập thể cán bộ, ký túc xá sinh viên và diện tích sân trường, vườn hoa, cây xanh...
Diện tích đất sử dụng cho nơi làm việc: 1.963 m2
Diện tích đất sử dụng cho nơi học 6.842,1 m2
Diện tích sử dụng cho vui chơi giải trí: 22.641 m2
Nhà trường có: 01 Hội trường 800 chỗ, 01 Hội trường 200 chỗ, 06 phòng học trên 100 chỗ, 33 phòng học 70 chỗ, 43 phòng học nhỏ (38 phòng trên 40 chỗ, 5 phòng trên 30 chỗ). Tổng số phòng học là 82 phòng, Phòng được trang bị máy chiếu là 79, Phòng được trang bị hệ thống âm thanh là 82, Phòng được trang bị điều hòa là 79 trong đó 08 phòng học trên 100 chỗ, 35 phòng học 70 chỗ, 47 phòng học nhỏ (39 phòng trên 40 chỗ, 8 phòng trên 30 chỗ), 02 phòng Bảo vệ luận văn, luận án.
Khu thực hành của sinh viên gồm: 02 Studio Truyền hình, 01 Studio Phát thanh, 01 Studio Dựng hình được trang bị đầy đủ các trang thiết bị đồng bộ chuyên dùng cho đào tạo các chuyên ngành Phát thanh, truyền hình; 01 phòng máy tính thực hành các môn học chuyên ngành Báo Mạng điện tử; 01 phòng máy tính thực hành Xuất bản báo in, 02 phòng máy tính thực hành truyền thông, 01 phòng thực hành đa năng và 01 phòng Ảnh báo chí chuyên dùng cho các chuyên ngành Báo chí - Truyền thông với trang thiết bị đồng bộ và hiện đại; 04 phòng LAB học Ngoại ngữ; 04 phòng thực hành tin học dành cho Khoa Giáo dục kiến thức đại cương; 01 phòng thực hành Xuất bản chuyên dùng cho Khoa Xuất bản).
Trường có ký túc xá gồm 203 phòng, đáp ứng chỗ ở cho 980 sinh viên. Ban Giám đốc quy định tiêu chuẩn học viên được nội trú giao phòng Quản lý Ký túc xá triển khai. Ưu tiên sinh viên vùng sâu, vùng xa, đối tượng đặc biệt khó khăn con em gia đình có công với cách mạng. Hiện tại, đã khởi công xây dựng nhà Ký túc xá E5 với quy mô 1 tầng hầm và 12 tầng nổi, sau khi đưa vào sử dụng có thể đáp ứng cho 1200 sinh viên

## Thành tích
Nhiều học viên sau khi ra trường đã nắm giữ những vị trí quan trọng trong bộ máy của Đảng và Nhà nước Việt Nam, trong các cơ quan tư tưởng văn hoá, cơ quan báo chí, xuất bản... Hiện có nhiều cựu học viên đương nhiệm là Ủy viên Ban Chấp hành Trung ương Đảng Cộng sản Việt Nam, hai người là Ủy viên Ban Bí thư Trung ương Đảng Cộng sản Việt Nam, một người là Ủy viên Bộ Chính trị Ban Chấp hành Trung ương Đảng Cộng sản Việt Nam.
Bên cạnh đó nhà trường còn được Đảng và Nhà nước Việt Nam trao thưởng nhiều danh hiệu và huân chương như:
- Huân chương Hồ Chí Minh nhân dịp kỷ niệm 45 năm thành lập [2];
- Huân chương Độc lập hạng Nhì do Chủ tịch nước trao tặng Nhà trường nhân kỷ niệm 30 năm thành lập (1992);
- Huân chương Độc lập hạng Nhất do Chủ tịch nước trao tặng Nhà trường nhân kỷ niệm 40 năm thành lập trường (năm 2002);
- Huân chương Lao động hạng Ba do Chủ tịch nước trao tặng cho Công đoàn trường năm 2000;
- Bằng khen của Chính phủ Việt Nam, Học viện Chính trị Quốc gia Hồ Chí Minh, Ủy ban Nhân dân thành phố Hà Nội, Tổng Liên đoàn Lao động Việt Nam, Liên đoàn Lao động Hà Nội, Ban Chấp hành Trung ương Đoàn Thanh niên Cộng sản Hồ Chí Minh, quận (huyện) tặng cho các tập thể, đoàn thể chính trị xã hội trong nhà trường.

Nhiều cán bộ tham gia nghiên cứu và giảng dạy của Trường cũng được trao tặng nhiều phần thưởng cao quý như:
- 3 cán bộ được tặng Huân chương Độc lập hạng III;
- 219 cán bộ được tặng Huân chương Kháng chiến chống Mĩ cứu nước hạng I, II, III;
- 168 cán bộ được tặng Huân chương Kháng chiến chống Mĩ cứu nước hạng Nhất, Nhì;
- 3 cán bộ được công nhận danh hiệu "Nhà giáo ưu tú";
- 184 cán bộ được tặng Huy chương "Vì sự nghiệp Giáo dục";
- 38 cán bộ được tặng Huy chương "Vì sự nghiệp Công đoàn";
- 10 cán bộ được tặng Huy chương "Vì sự nghiệp Báo chí";
- 3 cán bộ được tặng Huy chương "Vì sự nghiệp Bảo vệ Thủ đô";
- 2 cán bộ được tặng Bằng khen của Thủ tướng Chính phủ;
- 362 cán bộ được tặng Kỷ niệm chương "Vì sự nghiệp Tư tưởng Văn hóa".

Ngoài ra còn có hàng trăm lượt người được tặng các loại Kỷ niệm chương: "Vì sự nghiệp Bảo vệ Đảng", "Vì sự nghiệp Lịch sử Đảng", "Vì sự nghiệp Tổ chức xây dựng Đảng", "Vì sự nghiệp Truyền hình", "Vì sự nghiệp Phát thanh", "Vì sự nghiệp Thế hệ trẻ"...

## Hệ thống truyền thông nội bộ

Tổ hợp truyền thông AJC

Ngoài Cổng thông tin điện tử chính thức, Học viện Báo chí và Tuyên truyền còn có hệ thống truyền thông nội bộ có tầm ảnh hưởng và có tính chuyên nghiệp cao, do sinh viên trực tiếp tham gia vận hành. Đây cũng là những phương tiện để sinh viên chuyên ngành rèn luyện, làm quen với các thao tác thực tế như: Truyền hình sinh viên - STV, Radio Sóng Trẻ (khoa Phát thanh - Truyền hình), Câu lạc bộ Báo chí Truyền thông - CJC (khoa Báo chí), AJC Times (Đoàn Thanh niên),... Đặc biệt, Học viện Báo chí - Tuyên truyền là một trong số ít những trường đại học công lập tại Việt Nam quan tâm đến truyền thông đại chúng trên mạng xã hội, tiêu biểu với việc hình thanh trang Facebook chính thức của Học viện với tên gọi Kênh 62.

## Sinh viên, cựu sinh viên nổi bật
- Trương Vĩnh Trọng, nguyên Ủy viên Bộ Chính trị, nguyên Bí thư Trung ương Đảng, nguyên Phó Thủ tướng Chính phủ nước Cộng hòa xã hội chủ nghĩa Việt Nam
- PGS.TS Tô Huy Rứa, Nguyên Ủy viên Bộ Chính trị, Nguyên Bí thư Trung ương Đảng, Nguyên Trưởng Ban Tổ chức Trung ương, Cựu học viên Khóa 1969 - 1973
- Phạm Quang Nghị, Nguyên Ủy viên Bộ Chính trị, Nguyên Bí thư Thành ủy Hà Nội
- Hà Thị Khiết, Nguyên Bí thư Trung ương Đảng, Nguyên Trưởng Ban Dân vận Trung ương, Cựu học viên Khóa 1969 - 1973
- GS,TS Tạ Ngọc Tấn, Nguyên Ủy viên Trung ương Đảng, Nguyên Giám đốc Học viện Chính trị Quốc gia Hồ Chí Minh, Phó Chủ tịch thường trực Hội đồng Lý luận Trung ương, Nguyên Phó Chủ tịch Hội Nhà báo Việt Nam, Cựu học viên Khóa 2
- Trần Đình Thành, Nguyên Ủy viên Ban Chấp hành Trung ương Đảng, Nguyên Bí thư Tỉnh ủy Đồng Nai
- Mai Ái Trực, nguyên Ủy viên Ban Chấp hành Trung ương Đảng, nguyên Bộ trưởng Bộ Tài nguyên và Môi trường
- Vũ Văn Hiền, nguyên Ủy viên Ban Chấp hành Trung ương Đảng, nguyên Tổng Giám đốc Đài Tiếng nói Việt Nam VOV
- Hoàng Minh Nhật, nguyên Ủy viên Ban Chấp hành Trung ương Đảng, nguyên Bí thư Tỉnh ủy Hà Giang
- Lê Hoàng Quân, Nguyên Ủy viên Ban Chấp hành Trung ương Đảng, Nguyên Phó Bí thư Thành ủy, Nguyên Chủ tịch Ủy ban nhân dân Thành phố Hồ Chí Minh
- Nguyễn Văn Quynh, Nguyên Ủy viên Ban Chấp hành Trung ương Đảng, Nguyên Phó Trưởng ban Ban Tổ chức Trung ương
- Nguyễn Hoàng Việt, Nguyên Ủy viên Ban Chấp hành Trung ương Đảng, Nguyên Phó Trưởng ban Ban Tổ chức Trung ương
- Võ Văn Phuông, Nguyên Ủy viên Ban Chấp hành Trung ương Đảng Cộng sản Việt Nam, Nguyên Phó Trưởng Ban Tuyên giáo Trung ương
- Dương Thanh Bình, Ủy viên Ban Chấp hành Trung ương Đảng, Truởng Ban Dân nguyện thuộc Ủy ban Thường vụ Quốc hội
- Tôn Ngọc Hạnh, Ủy viên dự khuyết Ban Chấp hành Trung ương Đảng, Phó Chủ tịch Hội Liên hiệp Phụ nữ Việt Nam
- Y Viêng, Nguyên Ủy viên Ban Chấp hành Trung ương Đảng, Nguyên Bí thư Tỉnh ủy Kon Tum
- Thượng tướng Bùi Văn Nam, Nguyên Ủy viên Ban Chấp hành Trung ương Đảng,  Nguyên Thứ trưởng Bộ Công an, nguyên Bí thư Tỉnh ủy Ninh Bình
- Trung tướng, Nhà văn Hữu Ước, Nguyên Phó Tổng cục trưởng Tổng cục Chính trị Bộ Công an, Nguyên Tổng Biên tập Truyền hình An ninh nhân dân (ANTV), Cựu học viên Khóa 2
- Đại tá Hoàng Gia Khánh, Nguyên Phó Giám đốc trung tâm phát thanh truyền hình Quân đội nhân dân Việt Nam
- Lại Bắc Hải Đăng, phó ban biên tập kênh VTV3
- Tạ Biên Cương, phó trưởng ban thể thao của Đài Truyền hình Việt Nam
- Nguyễn Thị Huyền, Hoa hậu Việt Nam 2004
- Mai Ngọc, biên tập viên Đài Truyền hình Việt Nam
- Dương Tú Anh, Á hậu 1 Hoa hậu Việt Nam 2012
- Nguyễn Diệp Chi, biên tập viên, MC Đài Truyền hình Việt Nam
- Phí Nguyễn Thùy Linh, á quân Cầu Vồng 2009, biên tập viên, MC Đài Truyền hình Việt Nam
- Trần Thị Xuân Quỳnh, quán quân Cầu Vồng 2013, MC Đài Truyền hình Việt Nam, FPT Play
- Nguyễn Thị Bích Thủy nhà biên kịch phim
- Trịnh Hà Vi, VJ, content creator của Schannel
- Phạm Bảo Anh, diễn viên Đài truyền hình Việt Nam